# Carungu Lau
Carungu Lau ist eine Aldeia des osttimoresischen Sucos Meti Aut (Verwaltungsamt Cristo Rei, Gemeinde Dili). 2015 hatte die Aldeia 662 Einwohner.

## Geographie
Carungu Lau nimmt an der Küste der Bucht von Dili den Mittelteil des Sucos Meti Aut ein. Der Südteil des Stadtteils Bekaril liegt in Carungu Lau, während der Norden zur Nachbar-Aldeia Fatu Cama gehört. Südwestlich befindet sich die Aldeia 17 de Abril. Im Süden grenzt Carungu Lau an die Sucos Bidau Santana und Camea und im Osten an den Suco Hera.
An der Küste entlang führt die Avenida de Metiaut. Entlang von ihr und den kurzen Seitenstraßen gruppiert sich die Besiedlung in der Aldeia. Die dahinter liegenden ansteigenden Hügel sind unbesiedelt. In Carungu Lau befindet sich die Kapelle Metiaut.